# Karin Hartvig
Maj Karin Järup-Hartvig, född 9 maj 1934 i Älmhult, död 23 september 1990 i Skogslyckan, Växjö, var en svensk målare, tecknare och pedagog. 
Hon föddes i Älmhult, gick konstindustriskolan i Göteborg, därefter Valand och sedan Konstakademien i Göteborg[källa behövs]. 
Växjö blev hennes hemort, där startade hon Konstnärscentrum och bild- och form-utbildningen på S:t Sigfrids folkhögskola. Bland hennes offentliga arbeten märks en utsmyckning för Åkrahällskolan i Nybro.
Hon var gift med Rolf Morgan Hartvig till 1979.
Under 2012 genomfördes en utställning på Smålands Konstarkiv, Vandalorum i Värnamo där målningar av Hartvig ställdes ut tillsammans med bilder av Margaretha Linton Lindekrantz och Lisa Atterström. Hartvig är representerad vid bland annat Kalmar konstmuseum.

## Illustrationer
- "Jord att älska" av Stefan Edman 1981, Gummessons Bokförlag ISBN 91-7070-621-2. Illustrationer av Karin Hartvig.